# Mohammad Haïdar
Pour les articles homonymes, voir Haïdar.
Mohammad Haïdar (né en 1959) est un homme politique chiite libanais proche du Hezbollah.
Il est nommé en 2004 président du conseil d'administration de la chaîne de télévision du Hezbollah, Al-Manar.
En 2005, il est élu député chiite de Marjeyoun-Hasbaya et intègre le bloc de la fidélité à la Résistance. Il ne se représente pas aux élections de 2009.
En février 2025, Mohammad Haïdar est nommé ministre du Travail dans le gouvernement Nawaf Salam,.